# Hemerocallis thunbergii
Hemerocallis thunbergii là một loài thực vật có hoa trong họ Thích diệp thụ. Loài này được Barr miêu tả khoa học đầu tiên năm 1873.